# Teorema de Lindemann-Weierstrass
En matemàtiques, el teorema de Lindemann-Weierstrass és un resultat molt útil per establir la transcendència d'un nombre. Afirma que si {\displaystyle \alpha _{1},\alpha _{2},\dots \alpha _{n}} són nombres algebraics linealment independents sobre el cos dels nombres racionals {\displaystyle \mathbb {Q} }, llavors {\displaystyle e^{\alpha _{1}},e^{\alpha _{2}},\dots e^{\alpha _{n}}} són algebraicament independents sobre ℚ; és a dir, el grau de transcendència de l'extensió del cos {\displaystyle \mathbb {Q} (e^{\alpha _{1}},e^{\alpha _{2}},\dots e^{\alpha _{n}})} sobre ℚ és n.
Rep aquest nom en honor dels matemàtics alemanys Karl Weierstrass i Ferdinand von Lindemann. D'una banda Lindemann va demostrar el 1882 que {\displaystyle e^{\alpha }} és transcendent per tot {\displaystyle \alpha } algebraic no nul, i així va establir que π és transcendent. Posteriorment, el 1885, Weierstrass va demostrar la forma més general d'aquest teorema.
Aquest teorema, juntament amb el teorema de Gelfond-Schneider, està generalitzat per la conjectura de Schanuel.

## Conveni de nom
El teorema també és conegut amb el nom de teorema de Hermite-Lindemann o teorema de Hermite-Lindemann-Weierstrass. Charles Hermite, matemàtic francès, va ser el primer a demostrar el cas particular del teorema en què els exponents {\displaystyle \alpha _{i}} són nombres enters i la independència linear només és assegurada en el cos dels enters. Un resultat que sovint és designat com teorema de Hermite. Després que Lindemann i Weierstrass formulessin el teorema en el cas general d'α, altres matemàtics van fer aportacions en la simplificació del teorema, les més notables van ser obra del matemàtic alemany David Hilbert.

## Corol·laris

### Nombre e
Una conclusió immediata que es desprèn del teorema és la transcendència de e. Si s'agafa un {\displaystyle \alpha } algebraic no nul, es té que {{\displaystyle \alpha }} és un conjunt linealment independent sobre els racionals, i per tant, {{\displaystyle e^{\alpha }}} és un conjunt algebraicament independent. En altres paraules, {\displaystyle e^{\alpha }} és transcendent. En particular, si {\displaystyle \alpha =1}, es té que {\displaystyle e} és transcendent.

### Nombre pi
Es considera ara la transcendència de π. Si {\displaystyle \pi } fos algebraic, {\displaystyle 2\pi i} també ho seria (ja que 2i és algebraic), i per tant, segons el teorema de Lindemann-Weierstrass {\displaystyle e^{2\pi i}=1} és transcendent. Com que 1 no és transcendent, {\displaystyle \pi } és necessàriament transcendent. Aquest resultat completa la demostració de la irresolubilitat de la quadratura del cercle.